# Велоспорт на летних Олимпийских играх 2012 — спринт (женщины)
Соревнования в спринте по велоспорту среди женщин на летних Олимпийских играх 2012 прошли с 5 по 7 августа. Приняли участие 18 спортсменов из 18 стран.

## Призёры
| Золото              | Серебро                          | Бронза        |
| Анна Мирс Австралия | Виктория Пендлтон Великобритания | Го Шуан Китай |

## Соревнование

### Квалификация
| Место | Спортсменка              | Результат |
| ----- | ------------------------ | --------- |
| 1     | Виктория Пендлтон (GBR)  | 10,724 OR |
| 2     | Анна Мирс (AUS)          | 10,805    |
| 3     | Го Шуан (CHN)            | 11,020    |
| 4     | Кристина Фогель (GER)    | 11,027    |
| 5     | Ольга Панарина (BLR)     | 11,080    |
| 6     | Лисандра Гуэрра          | 11,109    |
| 7     | Лэй Вайси                | 11,203    |
| 8     | Симона Крупецкайте (LTU) | 11,234    |
| 9     | Наташа Хансен            | 11,241    |
| 10    | Любовь Шулика (UKR)      | 11,319    |
| 11    | Вилли Канис              | 11,322    |
| 12    | Моника Салливан          | 11,347    |
| 13    | Хулиана Гавирия          | 11,376    |
| 14    | Ли Хе Джин               | 11,405    |
| 15    | Виржини Кюэфф            | 11,439    |
| 16    | Даниэла Ларреаль         | 11,569    |
| 17    | Каёно Маэда              | 11,600    |
| 18    | Екатерина Гниденко (RUS) | 11,649    |

### Первый раунд
| Спортсменка              | Результат |
| ------------------------ | --------- |
| Виктория Пендлтон (GBR)  | 11,775    |
| Екатерина Гниденко (RUS) |           |

| Спортсменка | Результат |
| ----------- | --------- |
| Анна Мирс   | 11,800    |
| Каёно Маэда |           |

| Спортсменка      | Результат |
| ---------------- | --------- |
| Го Шуан (CHN)    | 11,371    |
| Даниэла Ларреаль |           |

| Спортсменка     | Результат |
| --------------- | --------- |
| Кристина Фогель | 11,605    |
| Виржиния Куэфф  |           |

| Спортсменка          | Результат |
| -------------------- | --------- |
| Ольга Панарина (BLR) | 11,608    |
| Ли Хе Джин           |           |

| Спортсменка     | Результат |
| --------------- | --------- |
| Лисандра Гуэрра | 11,390    |
| Хулиана Гавирия |           |

| Спортсменка     | Результат |
| --------------- | --------- |
| Лэй Вайси       | 11,300    |
| Моника Салливан |           |

| Спортсменка              | Результат |
| ------------------------ | --------- |
| Симона Крупецкайте (LTU) | 11,528    |
| Вилли Канис              |           |

| Спортсменка         | Результат |
| ------------------- | --------- |
| Любовь Шулика (UKR) | 11,808    |
| Наташа Хансен       |           |

#### Перезаезды
| Спортсменка              | Результат |
| ------------------------ | --------- |
| Наташа Хансен            | 11,882    |
| Хулиана Гавирия          |           |
| Екатерина Гниденко (RUS) |           |

| Спортсменка     | Результат |
| --------------- | --------- |
| Моника Салливан | 11,572    |
| Ли Хе Джин      |           |
| Каёно Маэда     |           |

| Спортсменка      | Результат |
| ---------------- | --------- |
| Вилли Канис      | 11,643    |
| Виржиния Куэфф   |           |
| Даниэла Ларреаль |           |

### Второй раунд
| Спортсменка             | Результат |
| ----------------------- | --------- |
| Виктория Пендлтон (GBR) | 11,840    |
| Вилли Канис             |           |

| Спортсменка     | Результат |
| --------------- | --------- |
| Анна Мирс (AUS) | 11,566    |
| Моника Салливан |           |

| Спортсменка   | Результат |
| ------------- | --------- |
| Го Шуан (CHN) | 11,431    |
| Наташа Хансен |           |

| Спортсменка           | Результат |
| --------------------- | --------- |
| Кристина Фогель (GER) | 11,547    |
| Любовь Шулика (UKR)   |           |

| Спортсменка              | Результат |
| ------------------------ | --------- |
| Симона Крупецкайте (LTU) | 11,486    |
| Ольга Панарина (BLR)     |           |

| Спортсменка     | Результат |
| --------------- | --------- |
| Лисандра Гуэрра | 11,485    |
| Лэй Вайси       |           |

#### Перезаезды
| Спортсменка         | Результат |
| ------------------- | --------- |
| Любовь Шулика (UKR) | 11,461    |
| Вилли Канис         |           |
| Лэй Вайси           |           |

| Спортсменка          | Результат |
| -------------------- | --------- |
| Ольга Панарина (BLR) | 11,443    |
| Моника Салливан      |           |
| Наташа Хансен        |           |

### За 9-12-е места
| Место | Спортсменка     | Результат |
| ----- | --------------- | --------- |
| 9     | Вилли Канис     | 11,852    |
| 10    | Лэй Вайси       |           |
| 11    | Моника Салливан |           |
| 12    | Наташа Хансен   |           |

### Четвертьфинал
| Спортсменка             | Заезд 1 | Заезд 2 |
| ----------------------- | ------- | ------- |
| Виктория Пендлтон (GBR) | 11,226  | 11,339  |
| Ольга Панарина (BLR)    |         |         |

| Спортсменка         | Заезд 1 | Заезд 2 |
| ------------------- | ------- | ------- |
| Анна Мирс (AUS)     | 11,465  | 11,573  |
| Любовь Шулика (UKR) |         |         |

| Спортсменка     | Заезд 1 | Заезд 2 | Заезд 3 |
| --------------- | ------- | ------- | ------- |
| Го Шуан (CHN)   |         | 11,283  | 11,337  |
| Лисандра Гуэрра | 11,536  |         |         |

| Спортсменка              | Заезд 1 | Заезд 2 |
| ------------------------ | ------- | ------- |
| Кристина Фогель (GER)    | 11,541  | 11,568  |
| Симона Крупецкайте (LTU) |         |         |

### За 5-8-е места
| Место | Спортсменка              | Результат |
| ----- | ------------------------ | --------- |
| 5     | Симона Крупецкайте (LTU) | 11,812    |
| 6     | Лисандра Гуэрра          |           |
| 7     | Любовь Шулика (UKR)      |           |
| 8     | Ольга Панарина (BLR)     |           |

### Полуфинал
| Спортсменка             | Заезд 1 | Заезд 2 |
| ----------------------- | ------- | ------- |
| Виктория Пендлтон (GBR) | 11,481  | 11,538  |
| Кристина Фогель (GER)   |         |         |

| Спортсменка     | Заезд 1 | Заезд 2 |
| --------------- | ------- | ------- |
| Анна Мирс (AUS) | 11,683  | 11,284  |
| Го Шуан (CHN)   |         |         |

### За 3-е место
| Место | Спортсменка           | Заезд 1 | Заезд 2 |
| ----- | --------------------- | ------- | ------- |
| 3     | Го Шуан (CHN)         | 11,532  | 11,591  |
| 4     | Кристина Фогель (GER) |         |         |

### Финал
| Место | Спортсменка             | Заезд 1 | Заезд 2 |
| ----- | ----------------------- | ------- | ------- |
| 1     | Анна Мирс (AUS)         | 11,218  | 11,348  |
| 2     | Виктория Пендлтон (GBR) |         |         |